# Amandine Muller
Pour les articles homonymes, voir Müller.
Amandine Muller, née le 16 octobre 2006, est une coureuse cycliste pratiquant le cyclisme sur route ainsi que le cyclo-cross et le VTT. Elle est membre de l'équipe AG Insurance-Soudal U23.

## Biographie
Amandine Muller nait le 16 octobre 2006 en Alsace et grandit dans la commune de Wingersheim où elle débute le cyclisme à l’âge de 12 ans, d’abord le VTT et le cyclo-cross, puis le cyclisme sur route.

### Carrière

#### 2022-2024: débuts en cyclo-cross et médaillée aux championnats de France
En 2022, Muller termine 33e de la Coupe de France de cyclo-cross juniors en participant à seulement deux manches et en terminant 2e à chaque reprise. Elle se classe également 5e du championnat d'Europe de cyclo-cross juniors. La saison précédente, elle avait remporté la médaille de bronze lors du championnat de France de cyclo-cross cadettes.  
En 2023, elle remporte la course réservée aux juniors lors du Brumath Bike Festival et termine 3e de la manche de Namur de la Coupe du monde de cyclo-cross juniors. Elle annonce en interview que « monter sur le podium d’une manche de Coupe du Monde était [son] objectif ». Elle se classe également 2e de la Coupe de France de cyclo-cross juniors derrière Célia Gery en étant montée sur le podium de cinq des six manches de la compétition,. Lors des championnats de France, elle est médaillée d'argent dans sa catégorie lors de l’épreuve de cyclo-cross et du contre-la-montre juniors. Quelques semaines plus tard, elle est championne de France de VTT juniors. 

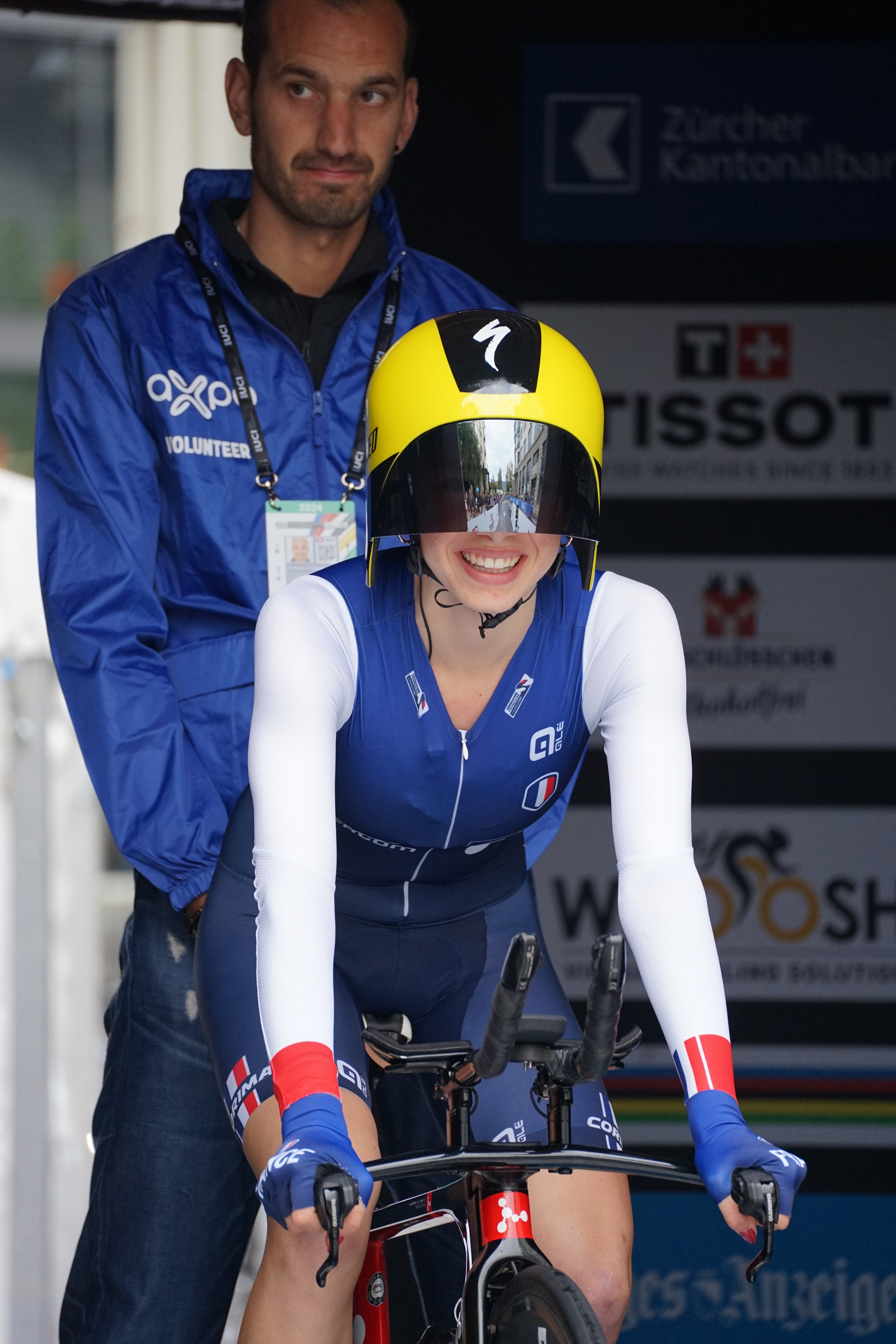
Amandine Muller au départ du contre-la-montre du championnat du monde de cyclisme juniors en 2024.

En 2024, elle participe aux compétitions élites de la Coupe de France de cyclo-cross et se classe 2e de la manche 5 de Troyes et remporte à nouveau le championnat de France de VTT juniors,. Elle est vice-championne de France sur route et du contre-la-montre juniors, à chaque fois derrière Célia Gery,,. Sélectionnée avec l'équipe de France espoirs en novembre, elle participe aux championnats d'Europe de cyclo-cross et termine à la huitième place de sa catégorie.

#### 2025: débuts en cyclisme sur route avec AG Insurance-Soudal U23

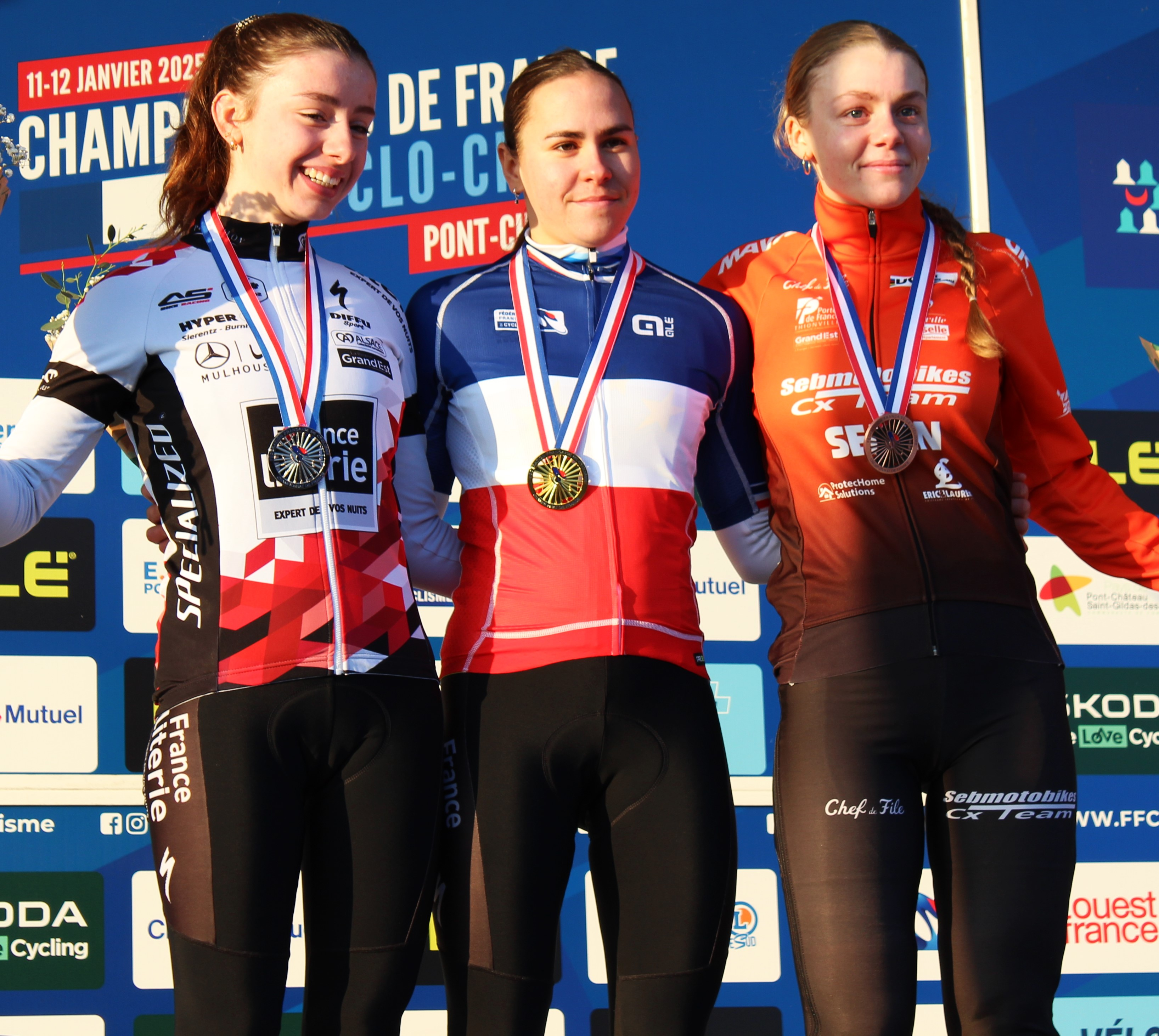
Amandine Muller (à gauche) sur le podium du championnat de France de cyclo-cross juniors de 2025.

Au début de l'année 2025, elle devient vice-championne de France de cyclo-cross dans la catégorie espoirs et termine 5e dans la catégorie élite. Quelques semaines plus tard, elle se classe 7e du championnat du monde espoirs,.
En janvier 2025, elle signe un contrat avec l'équipe espoirs de la formation AG Insurance-Soudal, avec comme objectif d'« affiner ses compétences dans les bosses et viser une place en tête du classement général dans les courses par étapes ». En mai, elle commence sa saison sur route à l'occasion du Tour de Berne féminin après avoir subi une opération au cœur qui l'avait momentanément éloigné de la compétition,. Pour sa reprise, elle termine 5e de la course. En juin, elle se classe 10e du contre-la-montre des championnats de France sur route à seulement 18 ans ; deux jours plus tard, elle est contrainte d'abandonner sur la course en ligne, victime d'un coup de chaleur. En août, elle devient championne de France de contre-la-montre espoirs devant sa sœur,.

### Famille
Amandine Muller vit dans une famille de cycliste, ses deux parents ont été cyclistes. Sa sœur, Solène, est également coureuse cycliste ; en catégorie amateure, elle est double championne de Bourgogne-Franche-Comté et Grand Est en 2024 et 2025 et championne de France de contre-la-montre en 2025.

## Palmarès en cyclo-cross
- 2021-2022
  - 3e du championnat de France de cyclo-cross cadettes

- 2022-2023
  - 5e du championnat d'Europe de cyclo-cross juniors
- 2023-2024
  - Brumath Bike Festival juniores
  - 2e du championnat de France de cyclo-cross juniors
  - 2e du championnat de France de cyclo-cross de relais mixte
  - 2e de la Coupe de France de cyclo-cross juniors
  - 4e du championnat d'Europe de cyclo-cross juniors 
  - 5e de la Coupe du monde juniors
- 2024-2025
  - 2e du championnat de France de cyclo-cross espoirs
  - 3e de la Coupe de France de cyclo-cross
  - 3e du championnat de France de cyclo-cross de relais mixte
  - 7e du championnat du monde de cyclo-cross espoirs
  - 8e du championnat d'Europe de cyclo-cross espoirs
  - 9e de la Coupe du monde espoirs

## Palmarès sur route

### Par année
- 2022
  - 3e du championnat de France sur route cadettes
- 2023
  - 3e du championnat de France du contre-la-montre juniors
- 2024
  - 2e étape de la Route de l'Est féminin
  - 2e du championnat de France du contre-la-montre juniors
  - 2e du championnat de France sur route juniors
  - 3e du championnat de France du relais mixte juniors
  - 8e du championnat du monde sur route juniors
- 2025
  -  Championne de France du contre-la-montre espoirs

## Palmarès en VTT

### Par année
- 2023
  -  Championne de France de cross-country juniors
- 2024
  -  Championne de France de cross-country juniors
- 2025
  - 2e du championnat de France de cross-country espoirs